# Schloss Holdereggen

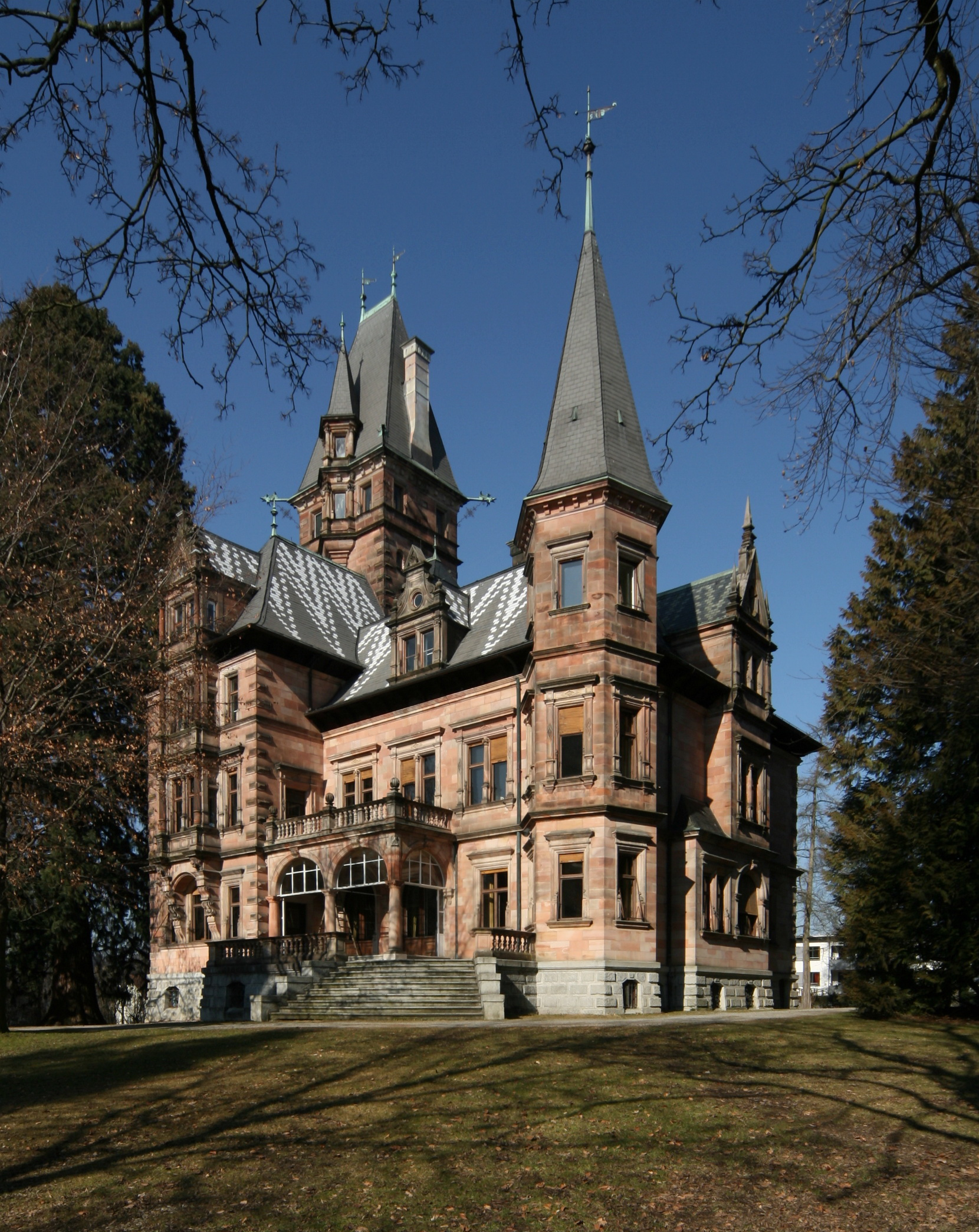
Schloss Holdereggen

Hermann Näher (um 1890)

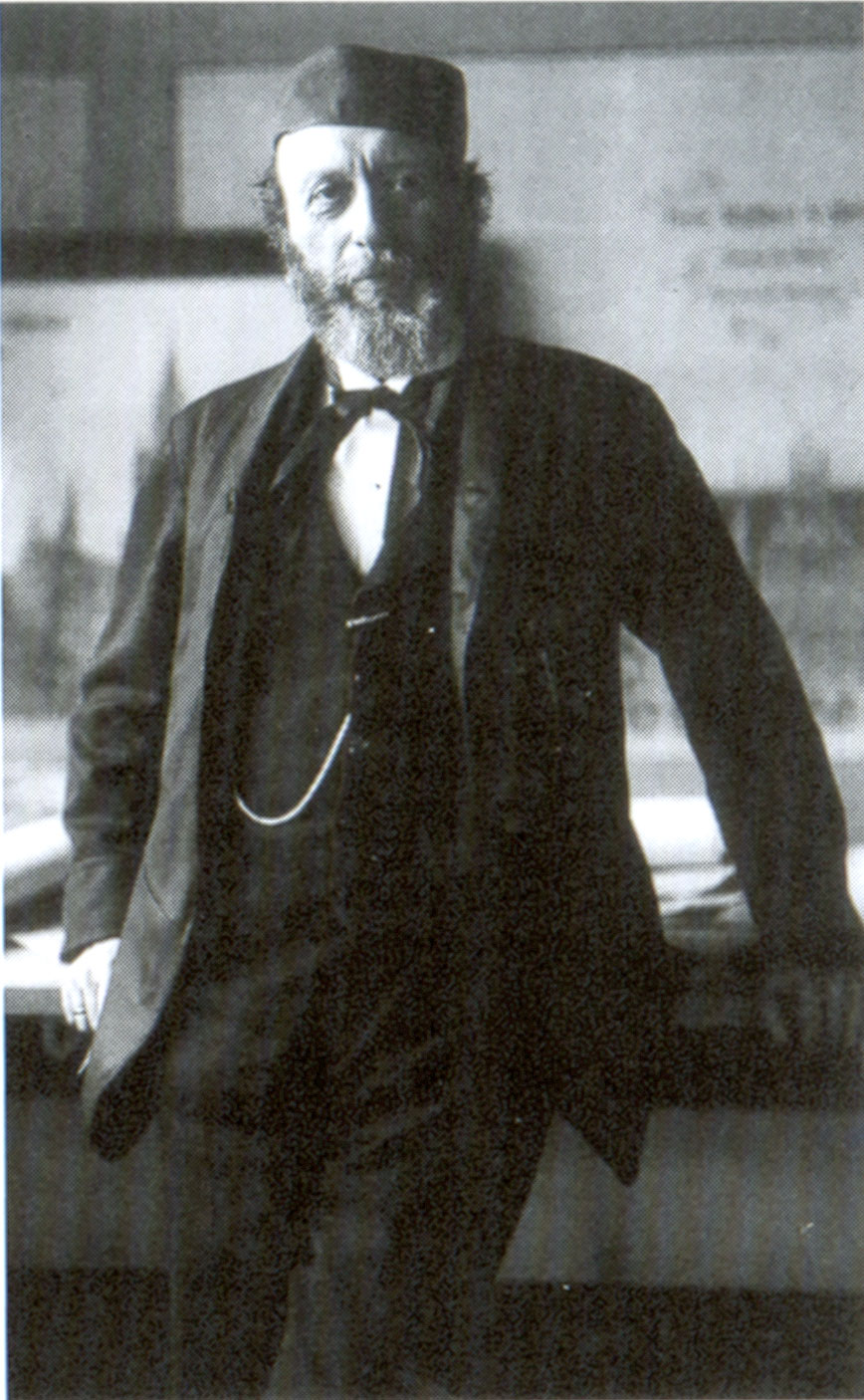
Architekt Georg von Hauberrisser (um 1890)

Schloss Holdereggen ist eine stattliche bürgerliche Villa mit Park des aus Lindau stammenden Unternehmers Hermann Näher im Lindauer Stadtteil Aeschach.

## Architektur
Das Schloss im Neurenaissance-Stil mit englisch-normannischem Charakter wurde in den Jahren 1887 bis 1890 nach Plänen des deutsch-österreichischen Architekten Georg von Hauberrisser aus München errichtet. Es ist ein zweigeschossiger Bau aus Rotsandsteinen aus einem Steinbruch bei Landstuhl. Es besitzt zwei Türme, Erker und eine Terrasse mit Freitreppe.

## Geschichte
Das Gelände des heutigen Schlosses wurde erstmals im Jahr 1497 unter dem Namen „Holderegk“ erwähnt.
Der in Aeschach geborene Hermann Näher (1838–1908), der durch Tabak- und Gewürzpflanzenanbau sowie Elfenbein- und Edelholz-Export auf Sumatra wohlhabend geworden war, kehrte im Jahr 1879 in seine Heimat zurück. 1881 heiratete er Louise von Gonzenbach und erwarb das Holdereggengelände, um sich darauf eine schlossähnliche Villa bauen zu lassen. Auf dem Bauplatz stand zuvor die Villa Diehl.
Hermann Näher, inzwischen wegen seiner Großzügigkeit der Allgemeinheit gegenüber am 18. Mai 1902 mit der Ehrenbürgerwürde von Lindau ausgezeichnet, konnte mit seiner Frau allerdings nicht lange in dem Schloss wohnen bleiben, da er durch unlautere Machenschaften von Geschäftspartnern in wirtschaftliche Schwierigkeiten geriet, die in einen Aufsehen erregenden Bankrott mündeten. Das Schloss wurde Teil der Konkursmasse, Näher starb 1908 während des Verfahrens und im Mai 1910 wurde Geheimrat Adolph Brougier (1844–1934) neuer Eigentümer. Brougier war Mitinhaber der Firma Franz Kathreiners Nachfolger und Kathreiners Malzkaffee. Dieser stellte das Schloss im Ersten Weltkrieg als Lazarett zur Verfügung. Später ging es in den Besitz der Familie seines Schwiegersohnes Ludwig Seisser über. Der königliche Kommerzienrat Ludwig Seisser stammte aus einer alten bayerischen Kaufmannsfamilie und war im Unternehmen seines Schwiegervaters tätig. Sein Sohn, der Unternehmer Erich Seisser, wurde während des Holocaust von den Nationalsozialisten getötet. Ein Stolperstein vor Schloss Holdereggen erinnert seit 2012 an ihn.
Auf Druck der NSDAP verkaufte die Familie Seisser das Schloss. 1937 erwarb die Stadt Lindau die Villa und das Grundstück und ließ sie zum Pensionat der Höheren Evangelischen Töchterschule umbauen. Aus dieser Zeit stammt die heute noch in Lindau übliche Bezeichnung „Jungfernburg“. Seit 1951 hat die Musikschule der Stadt in dem Gebäude ihren Sitz. Außerdem befand sich dort von 2001 bis 2010 ein Sonderpädagogisches Förderzentrum, die Förderschule Holdereggen, eine Außenstelle der Antonio-Huber-Schule in Lindenberg.
Im eingefriedeten Schlosspark findet jährlich das Kinderfest für den Ortsteil Aeschach statt.

## Herkunft des Namens
Das Areal soll im 15. Jahrhundert einem Lienhard Holderegk gehört haben. Von diesem Namen abgeleitet tauchte 1626 der Name „Hölderecken“ und 1653 „Holdereggen“ auf. Eine andere Erklärung weist auf Holunder-Anbau im Mittelalter hin.